# West Terre Haute
West Terre Haute és una població dels Estats Units a l'estat d'Indiana. Segons el cens del 2000 tenia 2.330 habitants.

## Demografia
Segons el cens del 2000, West Terre Haute tenia 2.330 habitants, 895 habitatges, i 620 famílies. La densitat de població era de 1.183,7 habitants/km².
Dels 895 habitatges en un 36,3% hi vivien nens de menys de 18 anys, en un 48% hi vivien parelles casades, en un 16% dones solteres, i en un 30,7% no eren unitats familiars. En el 26,4% dels habitatges hi vivien persones soles el 12,1% de les quals corresponia a persones de 65 anys o més que vivien soles. El nombre mitjà de persones vivint en cada habitatge era de 2,6 i el nombre mitjà de persones que vivien en cada família era de 3,12.
Per edats la població es repartia de la següent manera: un 29,1% tenia menys de 18 anys, un 9,6% entre 18 i 24, un 30,3% entre 25 i 44, un 19,2% de 45 a 60 i un 11,8% 65 anys o més.
L'edat mediana era de 32 anys. Per cada 100 dones de 18 o més anys hi havia 88,7 homes.
La renda mediana per habitatge era de 25.954 $ i la renda mediana per família de 30.469 $. Els homes tenien una renda mediana de 25.854 $ mentre que les dones 19.618 $. La renda per capita de la població era d'11.887 $. Entorn del 16,5% de les famílies i el 20,7% de la població estaven per davall del llindar de pobresa.

## Poblacions més properes
El següent diagrama mostra les poblacions més properes.